# Jane Wernick
Jane Melville Wernick (geboren im April 1954) ist eine britische Bauingenieurin und Tragwerksplanerin. Neben anderen Bauwerken verantwortete sie fachlich Großprojekte wie das Millennium Wheel (London Eye), den TGV Bahnhof Lille und das Stansted Flughafen Terminal. Sie wurde in den Order of the British Empire (CBE) aufgenommen.

## Leben und Wirken
Jane Wernick ist das älteste Kind von Doreen und Irving Wernick. Sie wuchs in Hampstead, London, auf und besuchte die Haberdashers Mädchenschule nordwestlich von London. 1976 erhielt sie den Bachelor of Science als Ingenieurin an der University of Southampton. Im Anschluss arbeitete sie von 1976 bis 1998 für das weltweit tätige Planungs- und Beratungsbüro Ove Arup & Partners. Zwei Jahre davon leitete sie deren Büro in Los Angeles.
1998 gründete sie ein eigenes Planungsbüro. Werneck realisierte anspruchsvolle Bauwerke, die in Zusammenarbeit mit führenden Architekten entworfen wurden, u. a. Großprojekte von David Chipperfield Architects, Zaha Hadid und Sarah Wigglesworth Architects.
Von 1996 bis 1999 war Jane Wernick Mitglied des Council of the Institution of Structural Engineers. Außerdem war sie von 2001 bis 2006 Mitglied des CABE Design Review Panel und von 2007 bis 2011 des CABE Schools Panel.
Jane Wernick hat als Gastprofessorin für Design an der Universität Southampton und an der Harvard Graduate School of Design, der Mackintosh School of Architecture in Glasgow und der Architectural Association in London gelehrt.
Im Jahr 2016 wurden Wernick und ihre Arbeiten im Rahmen der Ausstellung Engineers in focus im Victoria & Albert Museum in London vorgestellt.

## Realisierte Bauten und Projekte
- 1986: Cerritos Centre for the Performing Arts, Los Angeles
- 1990–1993: TGV Europa-Bahnhof, Lille
- 1990–1998: London Eye
- 2002–2006: Des Moines Public Library, Iowa
- 2004–2006: Young Vic, London
- 2005: Tickle Cock Bridge, Castleford
- 2008: Treetop Walkway, Kew Gardens, Royal Botanic Gardens London[1]
- 2010–2011 Living Architecture houses, Aldeburgh, Suffolk; Shingle House, Dungeness, Kent
- 2011/2012: Connecting Link, Klappbrücke für Fußgänger und Radfahrer an der Urania Wien[4]

## Publikationen
- Wernicke (Hrsg.): Building Happiness: Architecture to make you smile. Black Dog Publishing, London 2008, ISBN 978-1-906155-46-9. (engl.)

## Auszeichnungen und Ehrungen
- 1988: First prize in the Institution of Civil Engineers (ICE) Bridge Competition
- 2006: Honorary Fellow of the Royal Institute of British Architects
- 2009: Fellow der Royal Academy of Engineering[5]
- 2013: First Woman of the Built Environment
- 2015: Commander of the Order of the British Empire (CBE) – For services to Structural and Civil Engineering[6]